# Juegos Panamericanos de 1971
Los Juegos Panamericanos de Cali de 1971, conocidos oficialmente como VI Juegos Panamericanos, fueron un evento multideportivo internacional celebrado en la ciudad de Cali, Colombia, del 30 de julio y 13 de agosto de 1971. Representó el primer evento deportivo internacional relevante que se realizaba en Colombia, y el primero de esa envergadura en la ciudad, siendo exitosa su candidatura, ya que en su primera postulación logró ser designada sede de la competencia. 
Participaron un total de 2.935 atletas de 32 países de América, quienes compitieron en 17 disciplinas deportivas, siendo el equipo olímpico más exitoso Estados Unidos que obtuvo 218 medallas, seguido por Cuba que obtuvo 105 y las 80 medallas de Canadá, tercer equipo olímpico en el palmearés. El anfitrión quedó en séptimo lugar con 5 oros, 9 platas y 14 bronces.
Pese a los problemas sociales y políticos que vivía el país a principios de los años 70, y a la violenta represión de manifestaciones civiles en la ciudad sede a pocos meses antes de inaugurarse los juegos, las justas se desarrollaron en completa normalidad. El gobierno local logró conjurar los problemas sociales mientras se desarrollaron las competencias, evitando así que se usaran los juegos a manera de promoción ideológica.
Según expertos, la llegada de los juegos deportivos a Cali representó el acelerado crecimiento de la ciudad, que se convirtió en una de las más importantes del país, después de su capital, Medellín y Barranquilla, ya que se modernizaron las vías de acceso y los escenarios deportivos, tales como el estadio Pascual Guerrero, el Coliseo El Pueblo y el Coliseo Evangelista Mora; además de la inauguración del aeropuerto Palmaseca.

## Antecedentes
La idea de buscar la sede de los Juegos Panamericanos para Cali nació del dirigente deportivo Alberto Herrera García, quien en compañía de otros personajes de renombre de la ciudad, buscaban un evento para impulsar el desarrollo de la ciudad, ya que Cali no tenía la importancia en Colombia que tenían Bogotá o Medellín. Galindo fue el presidente de los VII Juegos Nacionales. Descartando posibilidades lejanas (como ser sede de los Juegos Olímpicos o del Mundial de Fútbol, ambas sedes conseguidas por México), debido a las circunstancias sociales y económicas del país, los dirigentes deportivos optaron por buscar la sede de los VI Juegos Panamericanos, con miras a celebrarse en 1971.
En 1964 se organizó un comité para gestionar la candidatura de la ciudad, comité que pronto contó con el respaldo de la alcaldía, la gobernación del Valle del Cauca, y posteriormente del gobierno nacional, a través del presidente Guillermo León Valencia, quien en un decreto reconoció el comité e instó a las autoridades nacionales a respaldar la iniciativa deportiva. El comité contó con el respaldo del entonces ministro de educación, Daniel Arango Jaramillo y desde el congreso el joven parlamentario Carlos Holguín Sardi, político conservador local, empezó a impulsar el evento.
El 25 de enero de 1965, Herrera envío una carta al Comité Olímpico Internacional, solicitando la aceptación de la candidatura de la ciudad para ser sede de los VI Juegos de 1971, y el 16 de febrero el comité respondió, solicitándole a Herrera que se pusiera en contacto con otros comités olímpicos americanos que sirvieran de apoyo a la candidatura de Cali.
Sin embargo, Herrera falleció en 1966, y la dirigencia deportiva colombiana, apoyada por el influyente periodista Alfonso Bonilla Aragón, continuó con las negociaciones respectivas, defendiendo la candidatura de Cali y buscando el apoyo de sedes pasadas como México, ciudad que aportó su experiencia que la ciudad preparara su candidatura.

### Elección de la sede
Tres ciudades presentaron ofertas para albergar los Juegos Panamericanos de 1971 que fueron reconocidas por la Organización Deportiva Panamericana. El 22 de julio de 1967, Cali fue seleccionada sobre Santiago y Champ (Estados Unidos) por una votación de 12 a 11 a 6, respectivamente, por la ODEPA en su asamblea general, celebrada en el Colegio Médico de Manitoba en Winnipeg, Canadá, para albergar los VI Juegos Panamericanos.
| Ciudad   | País           | Ronda 1 |
| Cali     | Colombia       | 12      |
| Santiago | Chile          | 11      |
| Champ    | Estados Unidos | 6       |

## Organización

### Comité organizador
Fue designado como director de los juegos, Jorge Herrera Barona, y se conformó un comité organizador compuesto por el gobernador del Valle del Cauca, el alcalde de Cali, el Comité Olímpico Colombiano, miembros de la universidades de la ciudad, las fuerzas armadas locales y asociaciones deportivas. En el comité estaba compuesto de la siguiente maneraː
- Presidenteː Gobernador del Valle del Cauca - Libardo Lozano Guerrero (1967-1968); Rodrigo Lloreda Caicedo (1968-1970); Mariano Renjifo Salcedo (1970-1972)
- Vicepresidenteː alcalde de Cali - Luis Sardi Garcés (1967-1968); Mario Rengifo Salcedo (1968-1970); Carlos Holguín Sardi (1970-1972)
- Director generalː Nicolás Ramos (1967-1969); Artemo Franco Mejía (1969); Jorge Herrera Barona (1969-1972)
- División técnico-administrativaː Nolasco Sierra Navia; Hernando Botero O'Byrne
- División de promociónː Alfonso Bonilla Aragón
- División de obrasː Óscar Zamorano

### Instalaciones

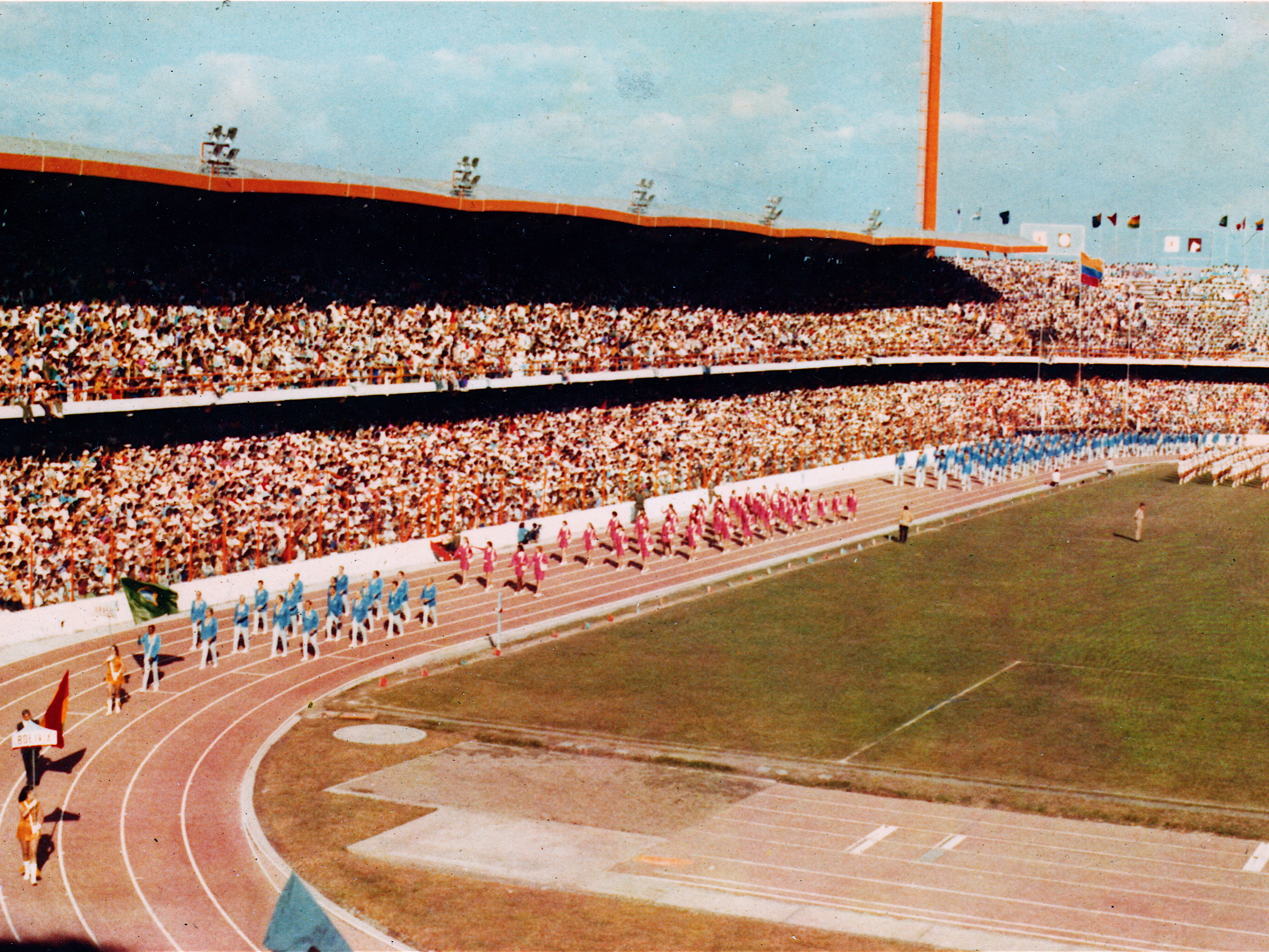
Estadio Pascual Guerrero el día de la inauguración del evento, 30 de julio de 1971.

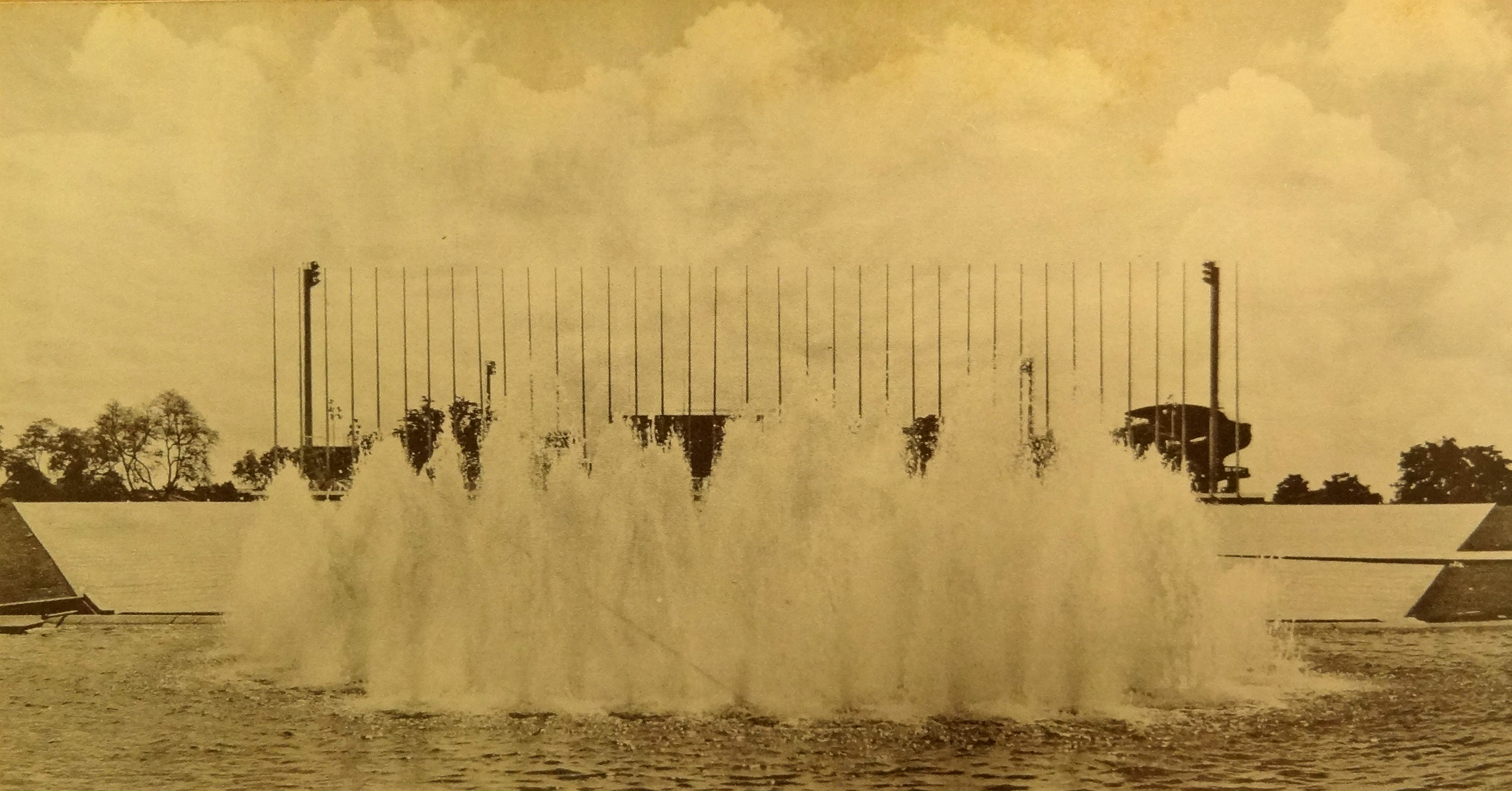
Fotos de Anuario De La Arquitectura En Colombia 1971 - Fotos de Cali Panamericana: VI Juegos Panamericanos 1971 - Foto de Monumentos Nacionales De Colombia - Tomado de ORTOFOTO Cali

Para cumplir con las exigencias de la ODP, el gobierno colombiano a través del presidente de la época, Carlos Lleras Restrepo, creó en 1968 Coldeportes (Ministerio del Deporte de Colombia desde 2019), y comenzó a destinar recursos para la adecuación de escenarios deportivos y de la ciudad de Cali en general.
El escenario principal de las justas fue el Estadio Pascual Guerrero, el más importante de la ciudad, se abrió por primera vez el 20 de julio de 1937, y era sede de los equipos locales de fútbol América de Cali y Deportivo Cali. Para los juegos, se levantó una nueva tribuna occidental con capacidad para 20.000 espectadores, que le dio una capacidad total de 62.000 espectadores. Se amplió la pista atlética a 8 carriles que se recubrió con sintético. También se mejoró la iluminación, construyéndose una torre de iluminación de 38 metros y se cambiaron los tableros para los resultados.
Y se adecuó el campus de la Universidad del Valle para que sirviera de villa olímpica para algunos comités; una vez terminaran los juegos, la sede pasaría a control de la universidad nuevamente. También se inauguró el Aeropuerto Internacional Alfonso Bonilla Aragón "Palmaseca", y el Coliseo del Pueblo; y se inauguraron las vías como la avenida Guadalupe, la Pasoancho, y la villa panamericana de la calle 9.

### Contexto histórico-social
Colombia era en ese momento un país con 22.048.700 habitantes, creciendo un 3% al año, siendo Cali la tercera más poblada del país, con 1.100.000 habitantes; económicamente el país dependía de la agricultura gracias a su diversidad de pisos térmicos (siendo su producto insige desde los años 20 el café), la industria, la ganadería y la manufactura. Cali era en ese momento una de las ciudades deportivas más importantes de Colombiaː Registraba varias condecoraciones y premios por su apuesta al deporte como las siguientesː
- Copa Olímpicaː Otorgada por el COI al comité organizador en 1967 como insignia de la designación de la ciudad como sede de los juegos.
- Copa Fearnleyː Otorgada por el COI a la Junta Departamental de Deportes del Valle del Cauca en 1955, por su mérito en la organización de justas deportivas nacionales.
- Copa Panamericanaː Otorgada por el COI en 1971, como acreditación a la ciudad de ser la sede de las justas.

El país no estaba involucrado en conflictos con sus vecinos, más sin embargo, internamente, estaba sacudido por un conflicto armado que enfrentaba a liberales con conservadores, y a las guerrillas comunistas con las fuerzas del estado. El tráfico de marihuana había empezado a ser otro problema serio para el país, aunque fue sólo hasta 1975 que Cali comenzó a ser epicentro del tráfico de drogas. En las principales ciudades del país se comenzó a vivir un ambiente de agitación política hacia la izquierda, ambiente que trajo protestas sociales que comprometieron la seguridad de las justasː En febrero de 1971, se iniciaron protestas de maestros, y como resago a las elecciones presidenciales de 1970, con sospecha de fraude electoral. 
El alcalde de la ciudad, Carlos Holguín Sardi, designado directamente por el presidente Misael Pastrana Borrero (de quien era amigo y socio persona), tenía un panorama negativo en su contra, ya que el concejo de la ciudad estaba a manos de la oposición, el partido Anapo, del expresidente Gustavo Rojas Pinilla. Holguín intentó sofocar las manifestaciones a las que luego se unieron estudiantes y centrales obreras. Adicionalmente había un inmenso descontento social por los efectos de la ola invernal de enero y febrero de 1971, resultando varios barrios de la ciudad inundados o destruidos por las intensas lluvias, incluyendo los escenarios deportivos de los panamericanos.
Las movilizaciones sociales fueron reprimidas con violencia el 26 de febrero de 1971, y empañaron la imagen de la ciudad antes de las justas deportivas. Pastrana conjuró la situación militarizando la ciudad. A pesar de ese panorama tan oscuro para la administración local, el alcalde logró hacer una tregua política con el concejo de la ciudad y logró que se adhiriera a las políticas pro-panamericanos, y momentáneamente cooperaron con la administración local para el armonioso desarrollo del evento deportivo, bajo el lema "Cali por amor".

## Información e identidad

### Emblema
El comité organizador presentó como emblema para los juegos un diseño circular de una figura antropomórfica precolombina estilizada y troquelada de color rojo en un fondo blanco, inspirado en una figura de la orfebrería de la cultura calima (pueblo aborigen autóctono de la región) hallada en el sector de Restrepo, Valle del Cauca, y diseñada por Carlos Duque, quien ganó un concurso lanzado por el comité organizador.
Los colores rojo, blanco y negro se tomaron del equipo de fútbol América de Cali, uno de los dos equipos más importantes de la ciudad y del país en ese momento, y de otros equipos no futbolísticos de la ciudad. A manera conmemorativa, el Banco de la República de Colombia lanzó a circulación una moneda, cuyo anverso mostraba el símbolo diseñado por Duque, y que fue seleccionado como emblema oficial de las justas.

### Antorcha olímpica

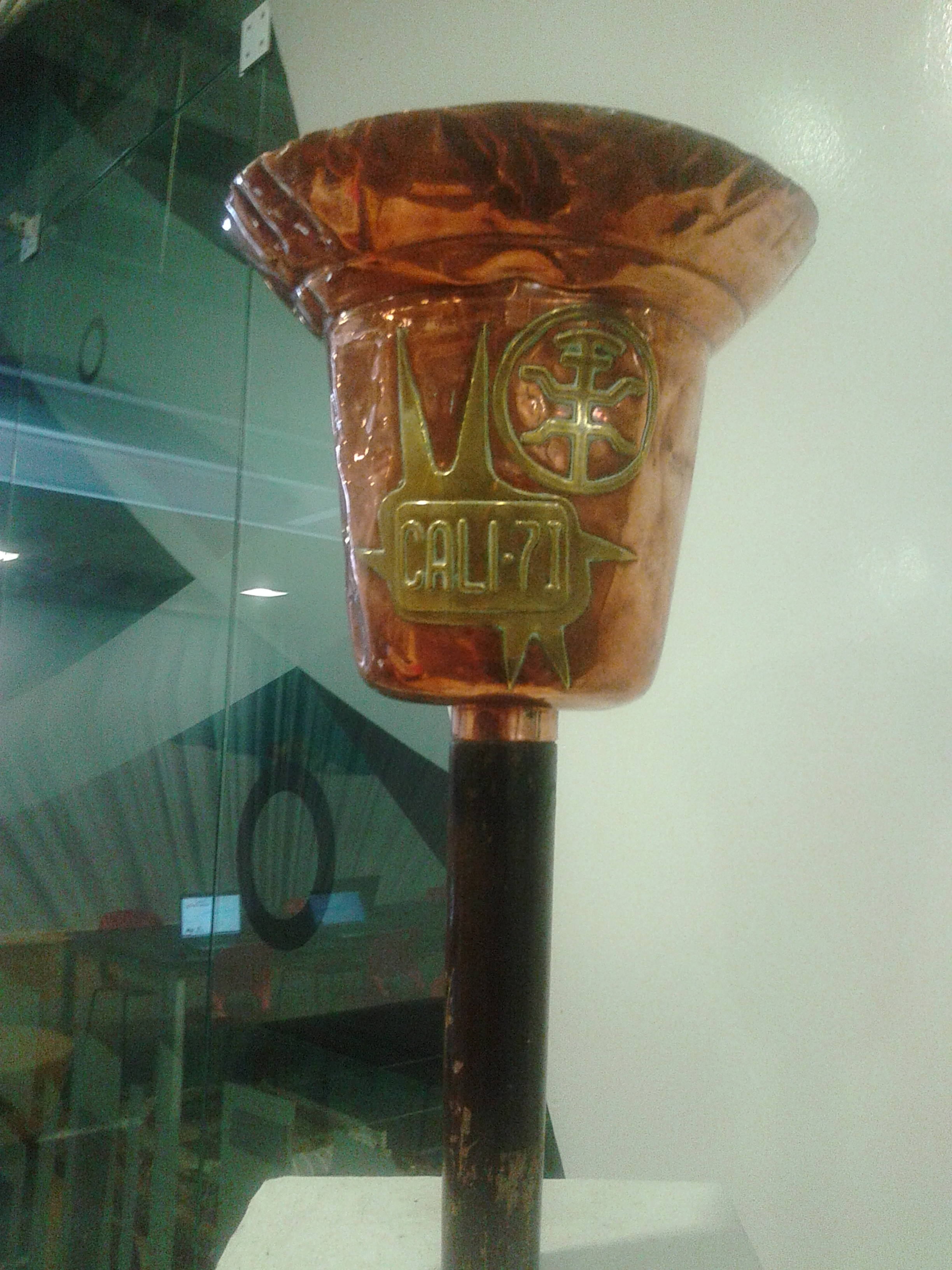
Fuego de los Juegos Panamericanos Cali 1971 - Biblioteca del Deporte y la Recreación

## Deportes
| - Atletismo - Baloncesto - Béisbol - Boxeo - Ciclismo - Clavados - Esgrima | - Equitación - Fútbol - Gimnasia - Hockey sobre césped - Levantamiento de pesas - Lucha - Nado sincronizado | - Natación - Remo - Tiro deportivo - Vela - Voleibol - Waterpolo |

## Participantes
| - Antillas Neerlandesas - Argentina - Bahamas - Barbados - Bermudas - Bolivia - Brasil - Honduras Británica | - Canadá - Chile - Colombia - Costa Rica - Cuba - República Dominicana - El Salvador - Ecuador. | - Estados Unidos - Guatemala - Guyana - Haití - Islas Vírgenes de EE. UU. - Jamaica - México - Nicaragua | - Panamá - Paraguay - Perú - Puerto Rico - Surinam - Trinidad y Tobago - Uruguay - Venezuela |

### Sedes
El estadio principal fue el Estadio Olímpico Pascual Guerrero. 
Algunos eventos se llevaron a cabo en el Coliseo El Pueblo, la Plaza de toros Cañaveralejo y el Coliseo Evangelista Mora.

### Inauguración

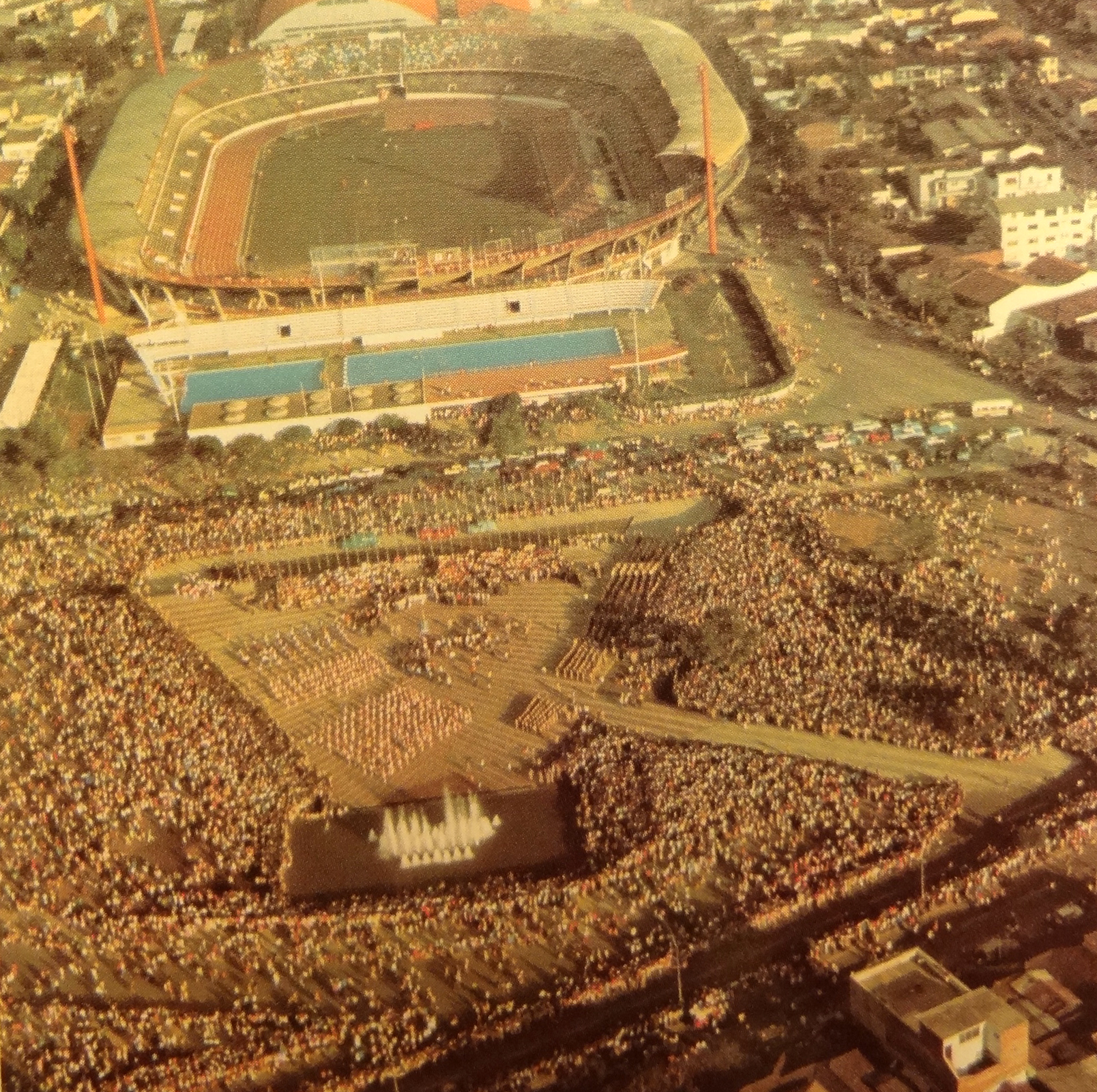
Vista aérea del Parque Panamericano de Cali, 1971.

Las justas iniciaron en el estadio Pascual Guerrero, el viernes 30 de julio de 1971, en una ceremonia que contó con una rutina de danzas sincronizadas con la participación de 12.000 mujeres jóvenes vestidas en trajes tradicionales. El encargado de levantar el fuego olímpico fue el exatleta colombiano Jaime Aparicio. El juramento a los deportistas lo realizó la nadadora Olga Lucía de Angulo. Por su parte el presidente de la época, Misael Pastrana Borrero, estuvo presente en la inauguración del evento deportivo y dirigió unas palabras al comité y delegaciones, cortando una cinta roja en el estadio.
Durante la celebración de los juegos, se realizó también la Bienal Internacional de Artes Gráficas dirigida por el artista Pedro Alcántara Herrán Martínez, por lo que la ciudad estaba abarrotada también por artistas extranjeros.

### Controversias

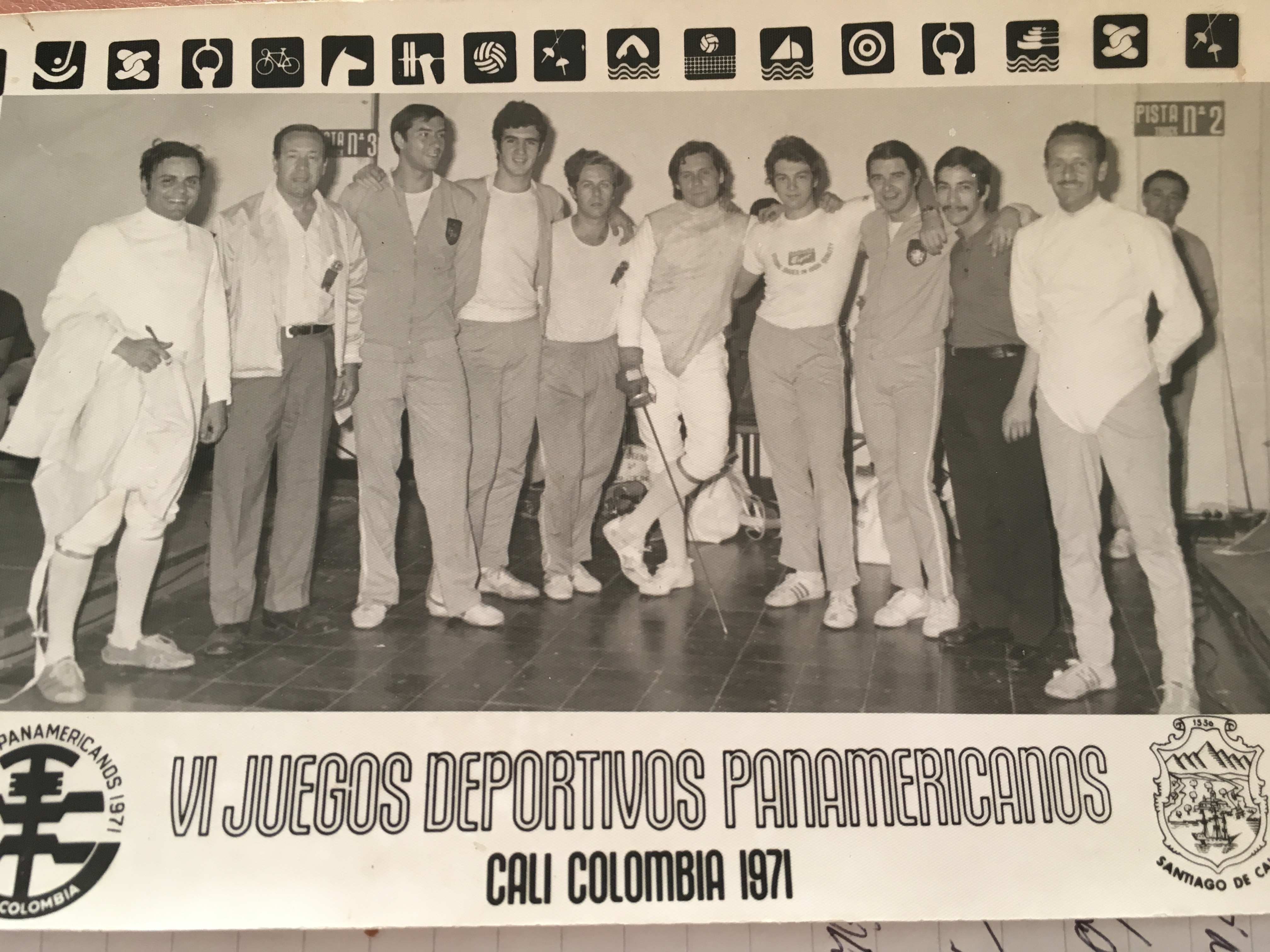
El equipo argentino-estadounidense.

Se presentaron algunas quejas sobre las viviendas de los deportistas, estilo "cuartel", y abarrotadas. En un intento por proteger a los atletas de los estudiantes que habían protestado en contra del gasto público en contra de los juegos, los funcionarios preocupados por la seguridad, rodearon la villa de los atletas con alambre de púas y guardias armados con rifles. La superpoblación hizo que los atletas apodaran a la ciudad como "La Mansión de la Claustrofobia".
Otras preocupaciones se centraron en la proliferación de mosquitos, la altitud de la ciudad, la plomería defectuosa en los baños y zonas con sistema de acueducto, la disentería y los carteristas.

## Medallero
| Núm.           | País                  | Oro | Plata | Bronce | Total |
| -------------- | --------------------- | --- | ----- | ------ | ----- |
| 1              | Estados Unidos        | 105 | 73    | 40     | 218   |
| 2              | Cuba                  | 31  | 49    | 25     | 105   |
| 3              | Canadá                | 19  | 20    | 41     | 80    |
| 4              | Brasil                | 9   | 7     | 14     | 30    |
| 5              | México                | 7   | 11    | 23     | 41    |
| 6              | Argentina             | 6   | 4     | 12     | 22    |
| 7              | Colombia              | 5   | 9     | 14     | 28    |
| 8              | Jamaica               | 4   | 3     | 4      | 11    |
| 9              | Puerto Rico           | 2   | 4     | 7      | 13    |
| 10             | Venezuela             | 2   | 3     | 4      | 9     |
| 11             | Antillas Neerlandesas | 1   | 2     | 1      | 4     |
| 12             | Trinidad y Tobago     | 1   | 1     | 5      | 7     |
| 13             | Panamá                | 1   | 1     | 4      | 6     |
| 14             | Ecuador               | 1   | 0     | 2      | 3     |
| 15             | Guatemala             | 1   | 0     | 0      | 1     |
| 16             | Chile                 | 0   | 3     | 4      | 7     |
| 17             | Perú                  | 0   | 1     | 4      | 5     |
| 17             | Uruguay               | 0   | 1     | 4      | 5     |
| 19             | Barbados              | 0   | 1     | 0      | 1     |
| 20             | Guyana                | 0   | 0     | 1      | 1     |
| Total absoluto | Total absoluto        | 361 | 364   | 454    | 1179  |